# Иванов, Николай Васильевич (Герой Советского Союза)
Николай Васильевич Иванов (9 мая 1923 — 10 ноября 1993) — Герой Советского Союза, старший лётчик 59-го гвардейского Барановичского Краснознамённого штурмового авиационного полка (2-я гвардейская штурмовая Черниговско-Речицкая Краснознамённая ордена Суворова авиационная дивизия, 16-я воздушная армия, 1-й Белорусский фронт), гвардии лейтенант.

## Биография
Родился 9 мая 1923 года в деревне Юрково в семье крестьянина. Русский.
Окончил Татаркинскую семилетнюю школу. С 1939 года жил в Москве. Здесь окончил школу фабрично-заводского ученичества, получил специальность токаря-универсала 4-го разряда. Работал токарем на заводе, учился в аэроклубе.
В марте 1941 года был призван в Красную Армию и направлен в лётное училище. Начало Великой Отечественной войны встретил курсантом Кировабадской военной авиационной школы пилотов бомбардировщиков. Осенью 1941 года окончил обучение.
На фронте с октября 1942 года. Первое время летал на биплане По-2. По заданию командования поддерживал связь штаба Донского фронта со штабами армий. Всего под Сталинградом совершил более 100 успешных боевых вылетов.
10 декабря 1942 года, возвращаясь с боевого задания, увидел севший на вынужденную посадку в расположении гитлеровских войск наш истребитель. Рискуя жизнью, он посадил свою машину вблизи истребителя, перенёс тяжело раненного лётчика в свой самолёт и доставил его в госпиталь. Для Иванова этот случай не единичный. За время боевой работы на По-2 он спас жизнь восьмерым лётчикам, вывозя их с мест вынужденных посадок за линией фронта.
После разгрома окружённых гитлеровских дивизий под Сталинградом сражался на Центральном фронте в районе Курска. И здесь лётчик отлично выполнял все боевые задания, показал себя бесстрашным и решительным воином. 8 марта 1943 года, несмотря на плохие метеоусловия, сумел установить связь с 2-м гвардейским кавалерийским корпусом, действовавшим за линией фронта. За выполнение этого задания был награждён орденом Красной Звезды, а через некоторое время за 269 успешных боевых вылетов — орденом Красного Знамени.
Весной 1944 года прошёл переподготовку, освоил самолёт-штурмовик Ил-2. С июня 1944 года воевал в составе 59-го гвардейского штурмового авиационного полка, в составе которого прошёл до Победы. В том же 1944 году вступил в ВКП(б)/КПСС. Участвовал в боях за освобождение Белоруссии, Польши.
К ноябрю 1944 года гвардии лейтенант Н. В. Иванов совершил 371 боевой вылет (и них 269 — на По-2), в которых уничтожил 15 танков, 2 железнодорожных эшелона, 130 повозок, до 60 автомашин, 8 батарей, 2 склада с боеприпасами много солдат и офицеров.
Указом Президиума Верховного Совета СССР от 23 февраля 1945 года за образцовое выполнение заданий командования и проявленные мужество и героизм в боях с немецко-фашистскими захватчиками гвардии лейтенанту Иванову Николаю Васильевичу присвоено звание Героя Советского Союза с вручением ордена Ленина (№ 38074) и медали «Золотая Звезда» (№ 5987).
После войны продолжал службу в ВВС. В 1948 году окончил Пугачёвское военное авиационное планёрное училище ВДВ, в 1952 году — среднюю школу, в 1955 году — курсы усовершенствования офицерского состава. Служил в 764-м истребительном авиационном полку (аэродром Большое Савино, Пермь). С 1962 года подполковник Н. В. Иванов — в запасе.
Жил в городе Белая Церковь Киевской области, работал контролёром ОТК на заводе.
Умер 10 ноября 1993 года. Похоронен в городе Белая Церковь Киевской области.
Награждён орденом Ленина, двумя орденами Красного Знамени, орденом Отечественной войны 1-й степени, двумя орденами Красной Звезды, медалями.